# Луна 1958Б
Луна 1Б, (Луна Е-1 № 2), означавана от НАСА също като Луна 1958Б е съветски космически апарат, унищожен при провал в изстрелването през 1958 г. Сондата е част от космическа програма Луна, която има за цел изучаване на Луната. Сондата е втората от общо четири космически апарати от тип Е-1, всички изгубени поради провал в изстрелването. Целта на Луна 1Б е сблъсък с повърхността на Луната, като по този начин стане първия обект с човешки произход достигнал лунната повърхност.
Мисията включва изпускането на малък облак от натрий след достигането на Лунната повърхност, което да създаде „натриева комета“, която може да се види от Земята.
Луна 1Б е изстреляна с ракета носител Луна 8К72 от космодрума Байконур, стартова площадка 1/5. Сто и четвъртата секунда след изстрелването, надлъжния резонанс в един от ракетните ускорители причинява повреда в ракетата носител и тя е разрушена. Това е същият проблем, който разрушава и предшестващата сонда Луна 1А.